# Рок-н-рол для принцес
«Рок-н-рол для принцес» (рос. «Рок-н-рол для принцесс») — український радянський художній фільм 1990 року режисера Радомира Василевського. Музичний фільм-казка. 

## Сюжет
Вирішили король і королева одружити принца і влаштували для цього конкурс принцес, що перетворився в конкурс рок-н-ролу...

## У ролях
- Гражина Байкштіте
- Валерій Івченко
- Віктор Павлов
- Андрій Анкудінов
- Світлана Немоляєва
- Олександр Пашутін
- Михайло Дементьєв
- Світлана Вороніна
- Аліка Смєхова
- Світлана Свірко
- Катерина Фатьянова
- Валентина Касьянова
- Анна Дем'яненко
- Володимир Гостєв
- Федір Переверзєв
- Ігор Письменний
- Людмила Ариніна
- Павло Винник
- Євген Герчаков
- Володимир Носик
- Софія Горшкова
- Ольга Лебедєва
- Надія Самсонова

## Творча група
- Автор сценарію: — Радій Погодін
- Режисер-постановники: — Радомир Василевський
- Оператор-постановники: — Сергій Стасенко
- Композитор: — Давид Тухманов
- Звукооператор: — Олександр Піров